# Rudolf-Dietrich Nottrodt
Rudolf-Dietrich Nottrodt, auch Rolf-Dietrich Nottrodt (* 17. Mai 1927 in Plauen; † 2. April 2017) war ein deutscher Politiker. Er war SED-Funktionär und ehemaliger Oberbürgermeister von Erfurt.

## Leben
Nottrodt wuchs in Plauen als Sohn eines Arbeiters auf und besuchte dort die Volks- und Oberschule. Am 21. Februar 1944 beantragte er die Aufnahme in die NSDAP und wurde zum 20. April desselben Jahres aufgenommen (Mitgliedsnummer 9.961.434). Ebenfalls 1944 wurde er zum Reichsarbeitsdienst eingezogen, danach nahm er als Soldat am Zweiten Weltkrieg teil und geriet im Mai/Juni in amerikanische Kriegsgefangenschaft.
Nach seiner Entlassung war er Landarbeiter, trat 1945 der KPD bei und wurde durch die Zwangsvereinigung von SPD und KPD 1946 Mitglied der SED. Er wurde Vorsitzender des Antifaschistischen Jugendausschusses beim Rat der Stadt Erfurt und Ortsvorsitzender des FDGB Erfurt. 1946 machte er das Abitur an der Vorstudienanstalt nach, studierte danach Gesellschaftswissenschaften und erhielt 1950 ein Diplom.
1950 wurde er persönlicher Referent des langjährigen Erfurter Oberbürgermeisters Georg Boock. Es folgten zahlreiche weitere Ämter und Funktionen: 1950/51 Direktor der Sozialversicherungskasse Erfurt, 1952 bis 1954 Sekretär für Agitation und Propaganda der SED-Stadtleitung Erfurt, 1954 Sektorenleiter in der SED-Bezirksleitung Erfurt, 1954 bis 1960 1. Sekretär des Bezirksausschusses der Nationalen Front Erfurt und 1960/61 Stellvertretender des Vorsitzenden des Rates des Bezirkes Erfurt.
Nach dem Tod Georg Boocks am 23. Juni 1961 wurde Nottrodt am 17. August 1961 auf einer außerordentlichen Sitzung der Stadtverordnetenversammlung zum Oberbürgermeister von Erfurt gewählt. In seine Amtszeit fielen 1965 der Beginn des Wohnungsbaus am Johannesplatz, der Ausbau der Bastion Leonhard der Zitadelle Petersberg als Aussichtsplateau und 1967 bis 1970 Abbrüche zahlreicher Häuser im Altstadtbereich für die städtebauliche Umgestaltung der Innenstadt (Sterngasse, Gebiet zwischen Juri-Gagarin-Ring, Hospitalplatz, Lindenberg, Neuerbe und Meyfarthstraße), Baubeginn von 11- und 16-geschossigen Hochhäusern am Ostring, Verbreiterung des Juri-Gagarin-Ringes auf vier Fahrspuren, Planung von drei Wohnscheiben, vier Punkthochhäusern, einem Kindergarten und dem 1975 erbauten Hotel Kosmos.
Am 8. Januar 1969 wurde Nottrodt auf eigenen Wunsch in einer außerordentlichen Plenartagung der Erfurter Stadtverordneten als Oberbürgermeister durch Heinz Scheinpflug abgelöst und als Sekretär des wissenschaftlichen Rates an die Deutsche Akademie für Staats- und Rechtswissenschaft nach Potsdam-Babelsberg versetzt. Dort erfolgte 1970 seine Promotion zum Dr. rer. pol. mit einer Arbeit über „Die Befähigung der Abgeordneten der örtlichen Volksvertretungen zur Erhöhung ihrer politischen Wirksamkeit in der sozialistischen Öffentlichkeit“.
1972 bis 1990 arbeitete Nottrodt als Dozent für Staats- und Verwaltungsrecht an der Fachschule für Staatswissenschaft "Edwin Hoernle" Weimar. Mit der Wende und friedlichen Revolution wurde er in den Ruhestand versetzt.
Nottrodt lebte in Erfurt. Er war mit seiner Frau Rita 2009 Ehrengast beim Neujahrsempfang des Oberbürgermeisters Andreas Bausewein. Nottrodt starb im Alter von 89 Jahren.

## Auszeichnungen
- 1959 Verdienstmedaille der DDR
- 1966 Ehrennadel der Gesellschaft für Deutsch-Sowjetische Freundschaft in Gold
- 1969 Ehrentitel Verdienter Aktivist